# Bena (Minnesota)
Bena és una població dels Estats Units a l'estat de Minnesota. Segons el cens del 2000 tenia 110 habitants.

## Demografia
Segons el cens del 2000, Bena tenia 110 habitants, 48 habitatges, i 31 famílies. La densitat de població era de 84,9 habitants per km².
Dels 48 habitatges en un 27,1% hi vivien nens de menys de 18 anys, en un 31,3% hi vivien parelles casades, en un 22,9% dones solteres, i en un 35,4% no eren unitats familiars. En el 33,3% dels habitatges hi vivien persones soles el 10,4% de les quals corresponia a persones de 65 anys o més que vivien soles. El nombre mitjà de persones vivint en cada habitatge era de 2,29 i el nombre mitjà de persones que vivien en cada família era de 2,9.
Per edats la població es repartia de la següent manera: un 27,3% tenia menys de 18 anys, un 10,9% entre 18 i 24, un 19,1% entre 25 i 44, un 25,5% de 45 a 60 i un 17,3% 65 anys o més.
L'edat mediana era de 36 anys. Per cada 100 dones de 18 o més anys hi havia 105,1 homes.
La renda mediana per habitatge era d'11.563 dòlars i la renda mediana per família de 6.563 dòlars. Els homes tenien una renda mediana de 17.083 dòlars mentre que les dones 19.063 dòlars. La renda per capita de la població era de 7.619 dòlars. Entorn del 73,7% de les famílies i el 58% de la població estaven per sotadel llindar de pobresa.

## Poblacions més properes
El següent diagrama mostra les poblacions més properes.